# Goi de Baekje
 (signalé en mai 2025).
Si vous disposez d'ouvrages ou d'articles de référence ou si vous connaissez des sites web de qualité traitant du thème abordé ici, merci de compléter l'article en donnant les références utiles à sa vérifiabilité et en les liant à la section « Notes et références ».
- Archive Wikiwix
- Bing
- Cairn
- DuckDuckGo
- E. Universalis
- Gallica
- Google
- G. Books
- G. News
- G. Scholar
- Persée
- Qwant
- (zh) Baidu
- (ru) Yandex
- (wd) trouver des œuvres sur Wikidata

Le roi Goi  du royaume de Baekje (hangeul : 고이왕 ; hanja : 古爾王 ; RR : Goi-wang ; MR : Koi-wang ; litt. « roi Goi ») est un souverain coréen du IIIe siècle, qui règne sur le Baekjede 234 à 286. Il mène plusieurs attaques contre le royaume de Silla en  272, 278 et 284.